# Wasserstraße 13 (Stralsund)

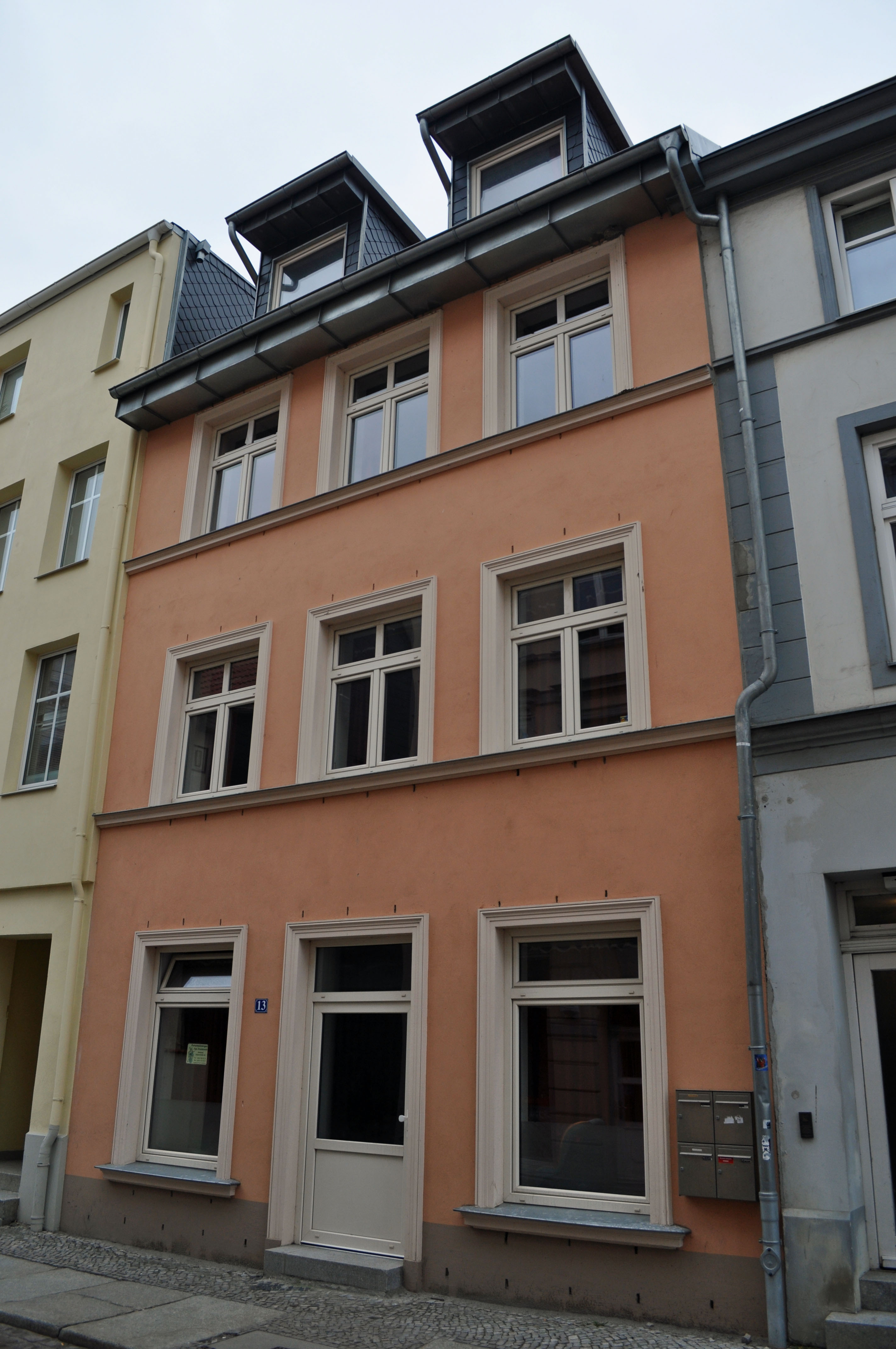
Das Haus Wasserstraße 13 in Stralsund (2012)

Das Gebäude mit der postalischen Adresse Wasserstraße 13 ist ein denkmalgeschütztes Bauwerk in der Wasserstraße in Stralsund.
Das zweigeschossige und dreiachsige, traufständige Haus wurde in der ersten Hälfte des 18. Jahrhunderts errichtet. Der breite Dachaufbau wurde erst später aufgesetzt.
Die verputzte Fassade ist schlicht, ein Gurtgesims trennt die Geschosse optisch.
Das Haus liegt im Kerngebiet des von der UNESCO als Weltkulturerbe anerkannten Stadtgebietes des Kulturgutes „Historische Altstädte Stralsund und Wismar“. In die Liste der Baudenkmale in Stralsund ist es mit der Nummer 769 eingetragen.